# Залцбургско архиепископство
Залцбургското архиепископство (на немски: Fürst-Erzbistum Salzburg) е църковно княжество в състава на Свещената Римска империя, със столица град Залцбург (съвр. Австрия).
Римокатолическата архиепархия Залцбург става княжество-архиепископство през 1213 г., когато архиепископ Еберхард II Регенсбергски получава титлата имперски княз.
През 1803 г. по време на германската медиатизация архиепископството е секуларизирано и преобразувано в Курфюрство Залцбург.